# Селевк (син Деметрія II та Апами)
Селевк (дав.-гр. Σέλευκος) — принц держави Селевкідів. Син басилевса Деметрія II та Апами, убитий матір'ю в Дамаску. Його існування сумнівне і за однією з версій принц ототожнюється зі своїм однокровним братом Селевком V.

## Життєпис

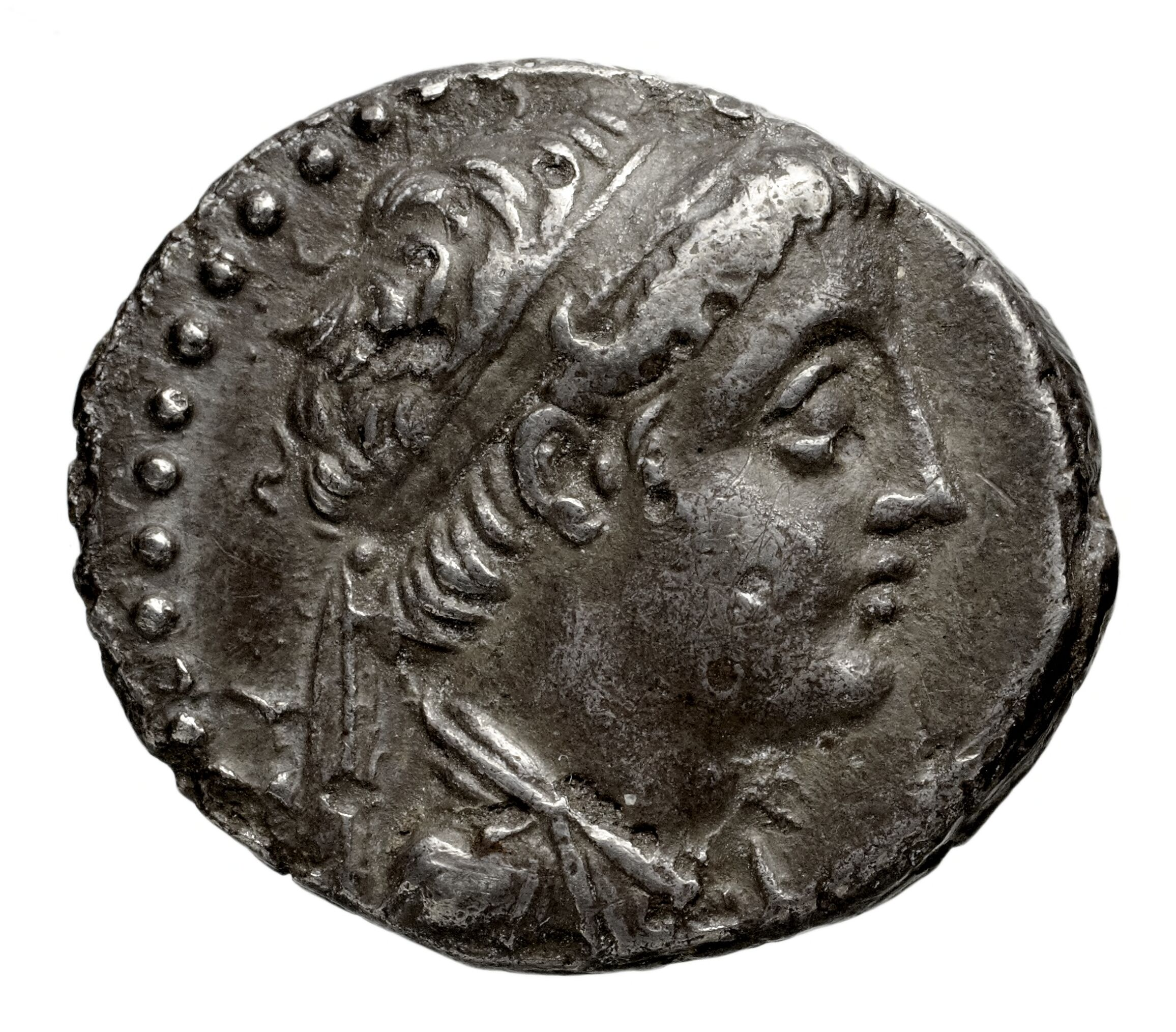
Деметрій II, батько Селевка. Портрет на дідрахмі

Про Селевка, сина Деметрія II відомо лише з роботи середньовічного хроніста Іоанна Антіохійського. За його відомостями Селевк був сином селевкідського басилевса від жінки, на ім'я Апама. Сучасний історик Джон Гренджер вказував на незрозумілий статус Апами, вона могла бути або дружиною, або наложницею. Згідно з Іоанном Антіохійським, Селевк був вбитий своєю матір'ю в Дамаску. Дослідник Алекс МакАллей називав Іоанна Антіохійського ненадійним автором і припустив, що хроніст помилково назвав Апамою дружину Деметрія II — Клеопатру Тею. Античні автори звинувачували цю басилісу у вбивстві свого сина Селевка V. Джон Гренджер також сумнівався в існуванні цього принца.